# Vivir intentando
Vivir intentando es el tercer álbum de estudio del grupo argentino Bandana; fue lanzado en julio del 2003 en Argentina y Europa; vendió más de 1 millón de copias. El álbum fue lanzado también para promocionar la película del mismo nombre.
En Europa este disco cuenta con un Bonus track y el arte tiene diferencias a la versión Argentina.
La promoción y explotación de este álbum contó con una gira y una serie de shows en el teatro gran rex, que derivaron en transmisiones de TV y radio difusión, Dichos archivos se encuentran actualmente perdidos (a excepción de fragmentos parciales como el show de España y algunas publicidades).

## Ventas
A 2007, "Vivir intentando" llevaba vendidas casi 2 000 000 de copias a nivel mundial. Es la placa más vendida del grupo, y estuvo en el número uno de varios países de habla hispana, así como en el Top 50 de Estados Unidos (ver abajo).

## Canciones
1. "Sigo dando vueltas" (Fernando López Rossi, Pablo Durand, Afo Verde) – 3:12
2. "Qué pasa con vos" (Fernando López Rossi, Pablo Durand, Afo Verde) – 3:42
3. "Hasta el día de hoy" (Fernando López Rossi, Pablo Durand, Afo Verde) – 3:49
4. "Y así fue" (Afo Verde, Pablo Durand, Fernando López Rossi) – 4:11
5. "Dame una razón" (Pablo Durand, Afo Verde, Fernando López Rossi) – 3:21
6. "Con eso tengo seguro tu amor" (Fernando López Rossi, Pablo Durand, Afo Verde) – 4:01
7. "No me importa esperar" (Fernando López Rossi, Pablo Durand, Afo Verde) – 2:49
8. "Andando las calles del sol" (Fernando López Rossi, Pablo Durand, Afo Verde) – 3:48
9. "Me voy a caminar" (Fernando López Rossi, Pablo Durand, Afo Verde, Lourdes Fernández) – 3:06
10. "Hay días" (Fernando López Rossi, Pablo Durand, Afo Verde) – 2.59
11. "A bailar" (Lourdes Fernández, Valeria Gastaldi) - 3:01
12. "Canto con vos" (Pablo Durand, Afo Verde, Fernando López Rossi) - 4:26

Bonus Track
1. "Muero de amor por ti" (Ivonne Guzmán, Valería Gastaldi, Fernando López Rossi, Luigi Creatore, Hugo Peretti, George David Weiss) - 3:43

## Posicionamiento en listas

### Listas semanales
| Lista (2004)      | Mejor posición |
| ----------------- | -------------- |
| Argentina (CAPIF) | 1              |

## Certificaciones
| Listas                   | Posición           | Certificación              |
| ------------------------ | ------------------ | -------------------------- |
| Argentina Album Chart    | 1                  | 4x Platino[cita requerida] |
| Uruguay Album Chart      | 1                  | 3x Platino                 |
| USA Album Chart          | 24[cita requerida] |                            |
| The Billboard 200 (U.S.) | 41[cita requerida] |                            |
| España Album Chart       | 1                  | 5x Platino                 |
| Colombia Album Chart     | 4                  | 3x Oro                     |
| Europa Album Chart       | 1[cita requerida]  | 6x Platino[cita requerida] |

Ventas
- En Argentina: 350 000[cita requerida]
- Ventas mundiales: 2 150 000[cita requerida]